# Липецьк (авіабаза)
Липецьк (Липецьк-2, Липецьк-Захід) — військова авіабаза за 12 км на північний захід від Липецька. На авіабазі знаходиться 4-й центр підготовки льотного складу та польових випробувань Повітряно-космічних сил Росії. База має дві з'єднані між собою ЗПС середнього розміру. Важливий об'єкт для кремлівських військ.

## Історія

### Липецька авіаційна школа
Версальський договір, підписаний урядом Німеччини 28 червня 1919 року, забороняв нарощувати військово-повітряні сили. Крім того, наявні військові літаки мали бути знищені, а також будь-який імпорт і виробництво літаків, та їх компонент також було заборонено, як і взагалі будь-який імпорт та експорт зброї. Таким чином, німецькі військово-повітряні сили були ліквідовані без заміни, самостійне відновлення було практично неможливим. Однак, військове керівництво не бажало відмовлятися від цього військового знаряддя, яке вже показало свою незамінність під час Першої світової війни
З німецької точки зору, існувала не тільки проблема місця для розміщення військових літаків «Фоккер D XIII», які вже були замовлені в Нідерландах і були готові до доставки в 1924 році, а і питання підготовки пілотів і інструкторів. Рапалльський договір від 16 квітня 1922 року нормалізував німецько-російські відносини та відкрив двері економічному та військовому співробітництву. У цій ситуації щойно створений СРСР (з 30 грудня 1922 року) запропонував себе як партнера. СРСР був зацікавлений у німецькій льотній школі та випробувальному полігоні на своїй території. Першою пробою співробітництва став відкритий у січні 1923 року німецьким авіабудівником «Юнкерс» завод у Філях під Москвою, де розроблялися військові дослідні зразки.
На початку червня 1924 року у Москві було створено таємне постійне представництво Військового управління рейхсверу. 15 квітня 1925 року з начальником повітряного флоту Червоної армії Петром Барановим був підписаний договір про створення в Липецьку німецької льотної школи та випробувального полігону. Керівником школи перші п'ять років був майор Вальтер Штар (Walter Stahr). Під час Першої світової війни він командував групою винищувачів на німецько-французькому фронті. По відгуках сучасників це був ідейний нацист, вимогливий й безжальний. Така дуже нехарактерна для більшовиків терпимість до інакомислячих пояснюється великою зацікавленістю в авіаційному співробітництві. Крім німецьких льотчиків і техніків, у школі готувалися також численні радянські льотчики та техніки. Крім того, проводили випробування нової техніки, зокрема випробування різних способів скидання бомб.
Школа проіснувала до 1933 року і підготувала близько 120 пілотів.

### Вища льотно-тактична школа ВПС
Рішення про створення на базі ліквідованої школи нового навчального закладу для радянських льотчиків було прийнято постановою Реввійськради СРСР від 5 липня 1933 року. В січні 1934 року Вища льотно-тактична школа ВПС (ВЛТШ) розпочала роботу. При школі діяли Липецькі авіаційні курси удосконалення командирів ескадрилій (серед випускників цих курсів у травні 1941 року був майбутній генерал-лейтенант авіації Василь Сталін).
Після німецько-радянської війни відбулося переозброєння на реактивні літаки, додався новий навчальний авіаполк, який готував командні кадри частин дальньої авіації. У той же період спорудили два аеродроми: перший — з бетонним покриттям, другий — із ґрунтовим покриттям (нині — цивільний аеропорт «Липецьк»).

### 4-й Центр бойового застосування та переучування
4-й Центр бойового застосування ВПС був створений 1953 року в Тамбові, а у 1960 році переведено в Липецьк. У 1994 році до складу центру увійшов 968-й дослідно-інструкторський змішаний авіаційний полк (рос. ИИСАП) з літаками МіГ-29, Су-24, Су-25, Су-27 (полк був сформований 22 червня 1941 року та до 1949 року як «402-й винищувальний авіаполк»).
З 2001 року з'єднання отримало назву «4-й ордена Леніна Червонопрапорний Центр бойового застосування та переучування льотного складу ВПС імені В. П. Чкалова».

## Російсько-українська війна
В перший місяць після початку повномасштабного вторгнення супутникові знімки показали, що на авіабазі майже вдвічі збільшилась кількість авіації. У повітряних силах ЗСУ повідомили, що з цього аеродрому армія РФ атакує українські міста у східному напрямку. Відомо, що на аеродромі «Липецьк» базуються літаки Су-34, Су-35 та МіГ-31 повітряно-космічних сил РФ.
9 серпня 2024 року Сили оборони України завдали удару по аеродрому, уражено склади з керованими авіабомбами та ще низку інших об'єкті біля летовища. Зафіксовано декілька джерел загоряння та спостерігалася багаторазова детонація.